# 29 Locheport
Unter der Adresse 29 Locheport auf der schottischen Hebrideninsel North Uist ist ein Cottage zu finden. 1971 wurde das Gebäude in die schottischen Denkmallisten in der höchsten Kategorie A aufgenommen. Es ist nicht zu verwechseln mit einem modernen Gebäude unter derselben Adresse. Die Einstufung wurde 2021 aufgehoben.

## Geschichte
Das Cottage wurde wahrscheinlich im 19. Jahrhundert erbaut. Das exakte Baudatum ist nicht verzeichnet. Auf der frühesten Karte der Ordnance Survey aus dem Jahre 1878 ist das Gebäude bereits vorhanden. Um 1955 wurde das Dach erneuert. Das Gebäude ist seit geraumer Zeit unbewohnt. 1996 wurde es in das Register gefährdeter denkmalgeschützter Bauwerke in Schottland aufgenommen. Das Cottage wird als ruinös und der Gefährdungsgrad als kritisch eingestuft. Das Dach ist zwischenzeitlich eingestürzt, sodass nur noch die Außenmauern vorhanden sind. Bei einer Ortsbegehung 2010 wurde die Ruine als Schafstall genutzt.

## Beschreibung
Struan Cottage liegt in der Streusiedlung Locheport an einer Nebenstraße der A865 im Süden der Insel North Uist. Rund 100 Meter nördlich verläuft der Meeresarm Loch Euphort, während südlich verschiedene kleine Seen zu finden sind. Architektonisch entspricht das einstöckige Cottage dem traditionellen Bautyp auf den Hebriden. Die Eingangstür befindet sich ungewöhnlicherweise am linken Ende der nach Osten weisenden Vorderseite. Rechts der Türe sind zwei Fenster zu finden. Weitere Fenster sind einzeln in die Süd- und Westseite eingelassen. Das mächtige Mauerwerk ist nicht verputzt, jedoch gekalkt. Es besteht aus Bruchstein, wobei die Gebäudekanten abgerundet sind. Das Gebäude schloss einst mit einem Reetdach ab.